# Regione di Oromia
La regione di Oromia (ufficialmente Stato regionale dell'Oromia) è uno dei nove Stati regionali dell'Etiopia, che si estende nell'area centro-occidentale e centro-meridionale del Paese, coprendone circa un quarto dell'intera superficie, ed è abitata in maggioranza da popolazioni oromo.

## Geografia fisica
L'Oromia è la regione più estesa e più popolosa d'Etiopia, nel suo territorio è compresa l'ex provincia di Arussi e parti del territorio delle ex province di Bale, Hararghe, Ilubabor, Caffa, Scioa, Sidamo e Uolleggà. La regione si estende nell'area centro-occidentale e nell'area centro-meridionale del paese.
Confina a nord con le regioni di Benisciangul-Gumus, Amhara, Afar e con la città di Dire Daua. A nord-est e a est confina con la regione Somali. A sud ha un confine internazionale con il Kenya. A sud-ovest confina con la regione Nazioni, Nazionalità e Popoli del Sud e con la Regione dei Popoli Etiopi del Sud-Ovest, e a ovest con la regione Gambela e ha un confine internazionale con il Sudan. La città di Addis Abeba, nell'area centrale, e la regione di Harar, a nord-est, costituiscono delle enclave all'interno del territorio della regione.
La regione è prevalentemente montuosa. Nell'area centro-settentrionale scorre il fiume Auasc. Numerosi sono i laghi nell'area centrale. I maggiori sono i laghi Zuai, Langana, Sciala e Abeita. Al confine con la regione Nazioni, Nazionalità e Popoli del Sud è situato il lago Abaja.

## Storia
Il popolo Oromo è uno dei più antichi popoli cuscitici che abitano il Corno d'Africa. Non esiste ancora un racconto attendibile della storia del loro insediamento nella regione, tuttavia molti indizi suggeriscono che vivano nel nord del Kenya e nel sud-est dell’Etiopia da più di 7.000 anni.
Gli Oromo rimasero indipendenti fino all'ultimo quarto del XIX secolo, quando persero la loro sovranità. Dal 1881 al 1886, l'imperatore Menelik II condusse diverse campagne di invasione senza successo contro gli Oromo, che opposero una feroce resistenza contro questa guerra conquista; tuttavia, nel 1886 dovettero arrendersi di fronte a un nemico dotato delle moderne armi da fuoco europee
Secondo la Commissione etiope per i diritti umani, oltre 50 civili sono stati uccisi negli attacchi avvenuti in Etiopia tra il 23 e il 29 novembre 2023 a seguito degli scontri tra l'Esercito di Liberazione Oromo (OLA) e il governo etiope. Gli attacchi sono avvenuti nella regione dell'Oromia e nei villaggi di confine di Benishangul-Gumuz.

## Suddivisioni amministrative
La regione di Oromia è suddivisa nelle seguenti 20 zone amministrative e una zona speciale:
- Arsi
- Arsi occidentale
- Bale
- Bale orientale
- Borena
- Buno Bedele
- Guji
- Guji occidentale
- Hararge occidentale
- Hararge orientale
- Horo Gudru Wellega
- Ilu Aba Bora
- Jimma
- Kelem Welega
- Scioa occidentale
- Scioa orientale
- Scioa settentrionale
- Scioa sud-occidentale
- Uolleggà occidentale
- Uolleggà orientale

- Finfine (zona speciale)

## Società

### Evoluzione demografica
Da una stima redatta dalla Central Statistical Agency of Ethiopia (CSA) e pubblicata nel 2005 la popolazione risulta essere costituita da 26.553.000 abitanti. Al censimento del 1994 la popolazione era di 18.732.525 abitanti.

### Gruppi etnici
| Gruppo Etnico | 1994       | 1994       | 2007       | 2007       |
| ------------- | ---------- | ---------- | ---------- | ---------- |
| Oromo         | 15.709.474 | 85%        | 23.708.767 | 88%        |
| Amhara        | 1.684.128  | 9%         | 1.943.578  | 7%         |
| Altri         | 1.080.218  | 6%         | 1.341.588  | 5%         |
| Totale        | 18.473.820 | 18.473.820 | 26.993.933 | 26.993.933 |

### Religioni
| Religione              | 1994       | 1994 | 2007       | 2007 |
| ---------------------- | ---------- | ---- | ---------- | ---- |
| Musulmana              | 8.178.058  | 44%  | 12.835.410 | 48%  |
| Cristiana copta        | 7.621.727  | 41%  | 8.204.908  | 30%  |
| Cristiana protestante  | 1.588.310  | 9%   | 4.780.917  | 18%  |
| Waaqeffanna            | 778.359    | 4%   | 887.773    | 3%   |
| Altri gruppi religiosi | 307.366    | 2%   | 284.925    | 1%   |
| Totale                 | 18.473.820 |      | 26.993.933 |      |